# Zdobené farmy v Hälsinglandu
Zdobené farmy v Hälsinglandu je název jedné ze švédských kulturních památek chráněných UNESCEM. Jedná se o skupinu 7 zemědělských statků na území historické provincie Hälsingland. Jsou ukázkou tradiční výstavby ze dřeva na švédském venkově. Obytné budovy jsou většinou dvoupodlažní, vícegenerační s bohatou vnitřní výzdobou zdí nástěnnými malbami a tapetami. Vnitřní i venkovní dekorací (umělecké ztvárnění vstupních portálů, šambrána oken) dávali majitelé najevo svoje sociální postavení a bohatství. Kromě obytných budov se na statcích nachází stáje, sýpky, sušárny a další hospodářské stavby.

## Přehled lokalit
| Kód      | Lokalita    | Obec     | Poloha                           |
| -------- | ----------- | -------- | -------------------------------- |
| 1282-001 | Kristofers  | Stene    | 61°42′26″ s. š., 16°11′45″ v. d. |
| 1282-002 | Gästgivars  | Vallsta  | 61°31′56″ s. š., 16°22′4″ v. d.  |
| 1282-003 | Pallars     | Långhed  | 61°23′53″ s. š., 16°2′45″ v. d.  |
| 1282-004 | Jon-Lars    | Långhed  | 61°23′24″ s. š., 16°3′5″ v. d.   |
| 1282-005 | Bortom Åa   | Fågelsjö | 61°47′47″ s. š., 14°38′4″ v. d.  |
| 1282-006 | Bommars     | Letsbo   | 61°55′49″ s. š., 15°52′40″ v. d. |
| 1282-007 | Erik Anders | Askesta  | 61°16′20″ s. š., 16°59′36″ v. d. |

## Galerie

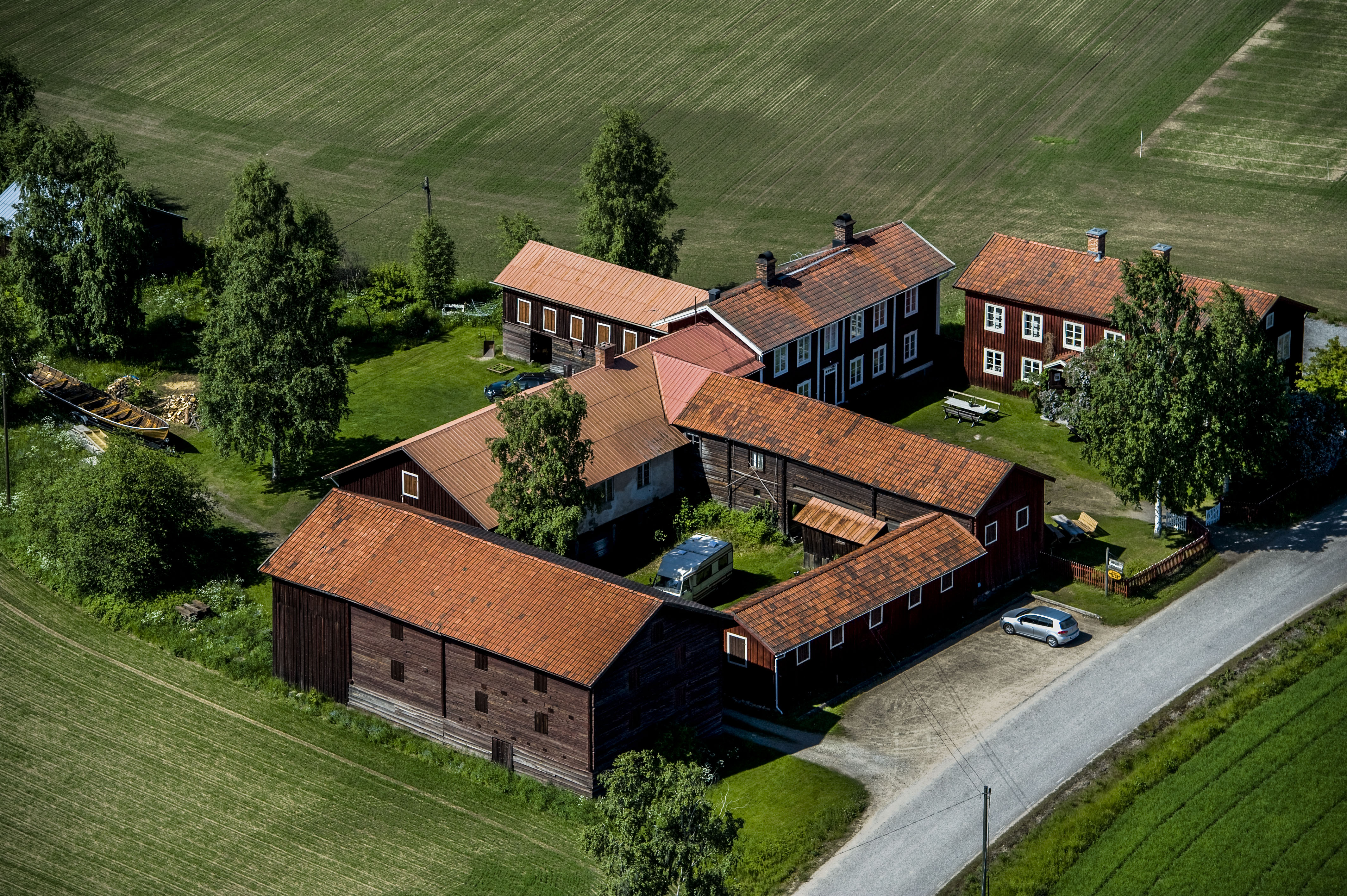
Gästgivars
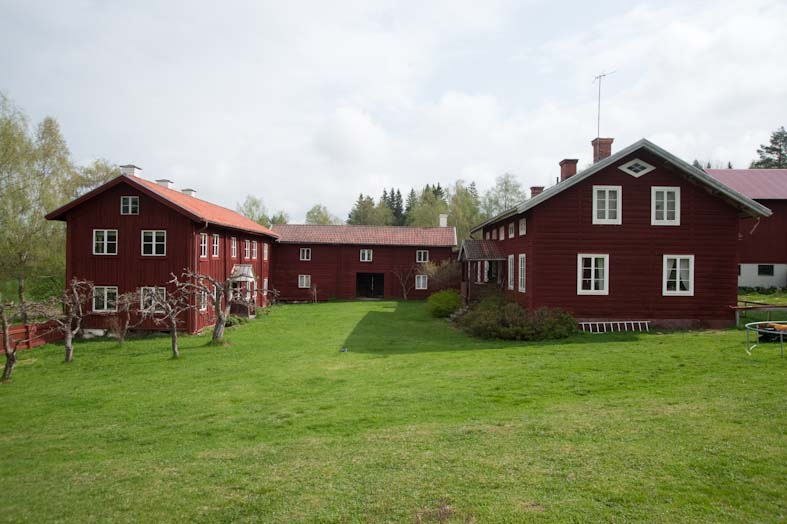
Kristofers
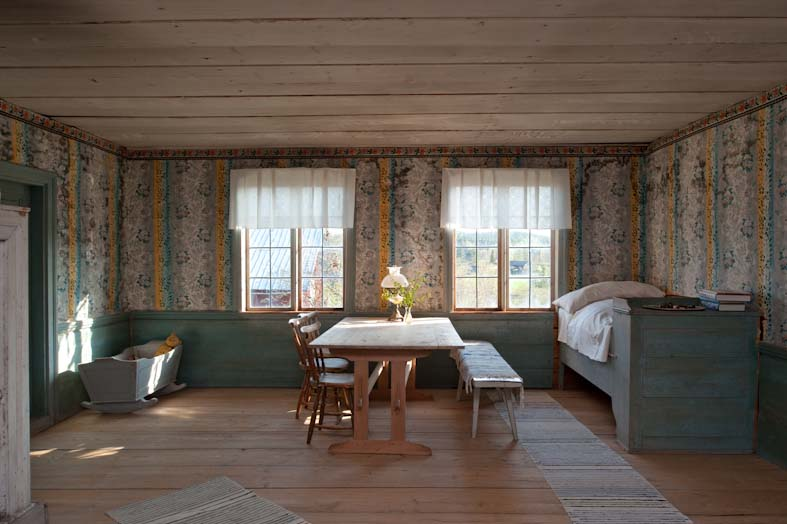
Bommars
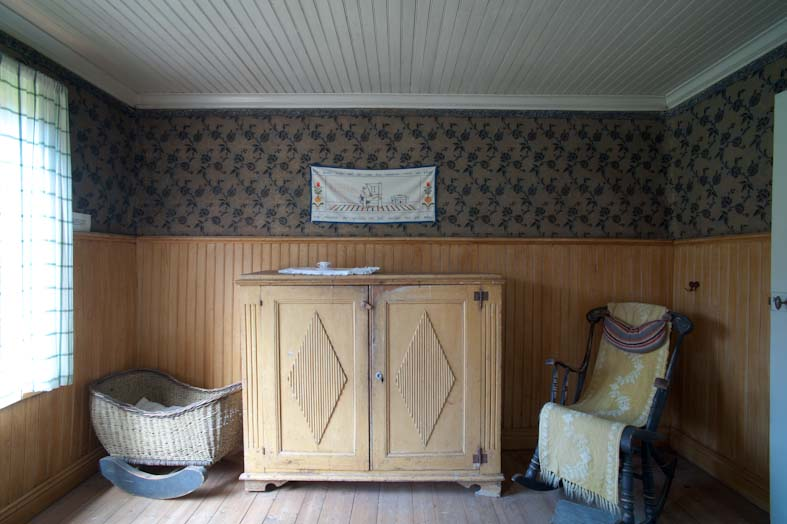
Erik Anders
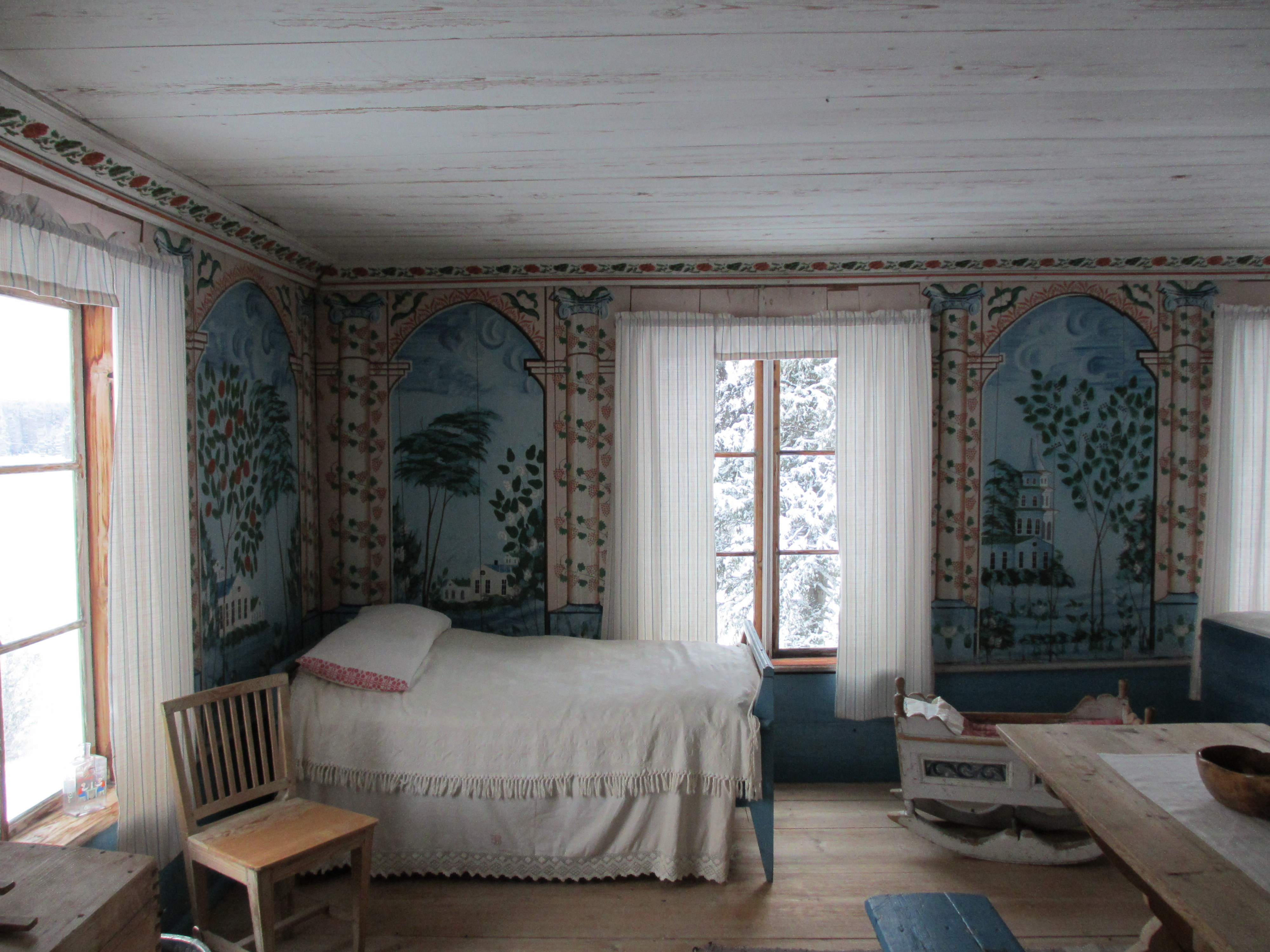
Jon Lars
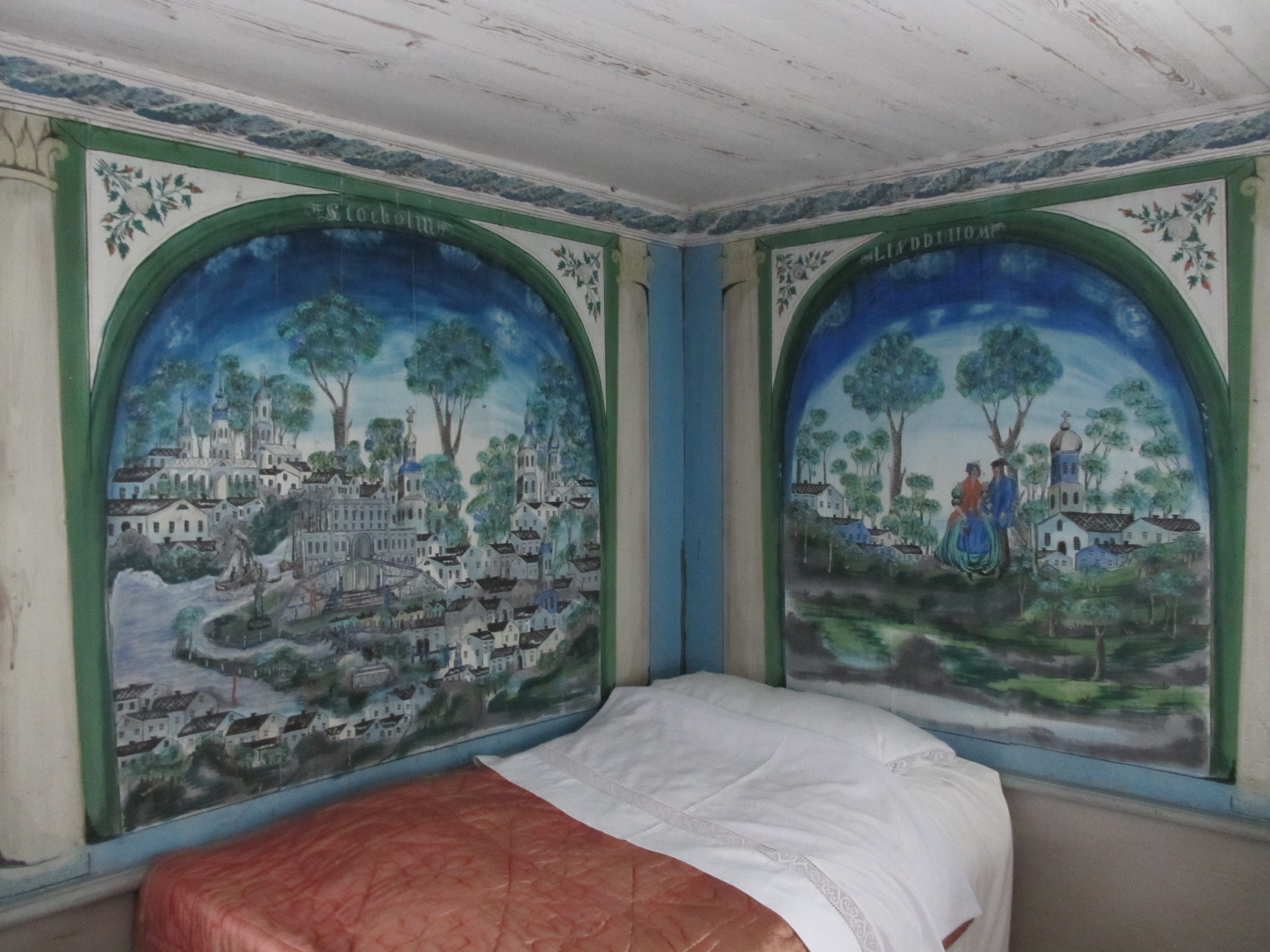
Pallars
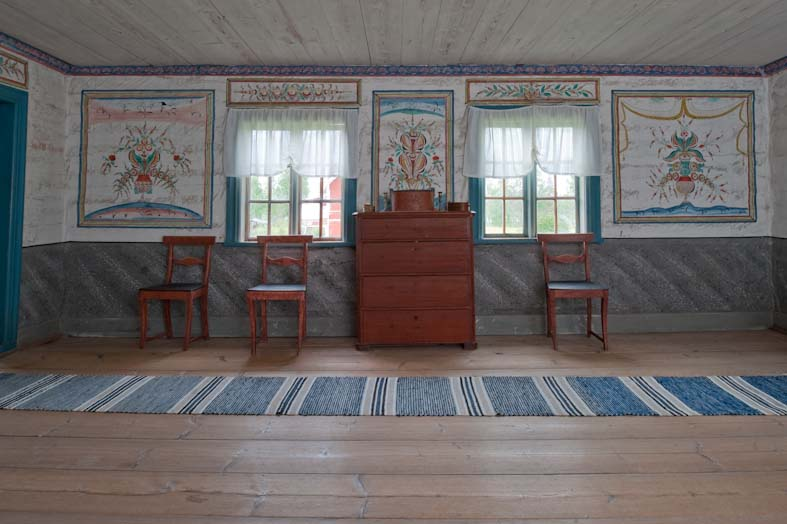
Bortom Åa